# Core Audio (Apple)
Core Audio（コア オーディオ）は、AppleのOS（macOSおよびiOS・iPadOS・tvOS・watchOS・audioOS）で、音声を扱うフレームワークである。Windowsにも同名のライブラリ（Core Audio (Windows)）があるが、これとは異なる。

## 特徴
OSに組み込まれているフレームワークで、Classic Mac OS 9以前の標準オーディオ機能Sound Managerとは機能・構造がまったく異なる。このためレイテンシ（発音の遅延）が少なく、ASIOと同水準になっている。また、Mac OS 9以前では純正のMIDI Managerでは機能が不十分で、もっぱらサードパーティ製のMIDIドライバ（オプコードのOpen Music Systemなど）が使用されていたが、Core Audioではインスツルメントユニットとして設計されている。
デジタル・オーディオ・ワークステーション（DAW）のVirtual Studio Technology（VST）プラグインに似た、Audio Units (AU) と呼ばれる音声信号処理ユニットが用意されている。標準のエフェクトユニット、インスツルメントユニット・ミキサーユニット・コンバータユニット・ジェネレータユニットと、外部のユニットを組み合わせる(AU Graph)ことにより 、音声の加工・出力を簡単に行うことができる。
WAVやAIFFなどの主要な音声フォーマットはもちろんのこと、新たに開発されたファイルコンテナ CAF（Core Audio Format）も正式にサポートしている。
OpenALライブラリも実装されている。

## 提供されるサービス
Core Audioは、複数のサービスから成り立っている。

### 基礎的な部分（下層）
ハードウェア抽象レイヤ (Hardware Abstraction Layer, HAL)
オーディオハードウェアを抽象化し、共通のインタフェースで扱える様にする。
Core MIDI
MIDI機器の管理や、MIDI信号の送受信を行う。

### 応用的な部分（上層）
Audio Toolbox
アプリケーション向けのAPI群。一般的な音声ファイルやMIDI (SMF) 楽曲の再生や録音、データフォーマットの変換、Audio Unitの取り扱いやDSPルーティングの管理、同期クロックの管理等を含む。
OpenAL
macOS/iOS版のOpenAL。主にゲーム開発に使用されるクロスプラットフォーム・オープンソースのAPI。OpenAL 1.1をベースとしているが、macOSには独自拡張も含まれる。

## CAF
CAF（Core Audio Format）は、Mac OS X v10.4で登場した音声用のコンテナフォーマット。macOSをはじめiOS・iPadOS・tvOSのシステム音・内蔵の着信音や、アプリの音声ファイルでも使用されている。ファイルサイズは最大16EBで、メタデータや、リトルエンディアンにもビッグエンディアンにも対応しており、圧縮音源（AAC・MP3など）もエンコード無しで直接格納することが可能な、柔軟性の高い音声ファイルフォーマットである。

### 対応形式
- リニアPCM
- G.711 μ-law
- G.711 A-law
- IMA ADPCM (IMA 4:1)
- MPEG4 AAC
- MACE 3:1 (Macintosh Audio Compression and Expansion)
- MACE 6:1
- MPEG1/2 Audio Layer-1 (MP1)
- MPEG1/2 Audio Layer-2 (MP2)
- MPEG1/2/2.5 audio Layer3 (MP3)
- Apple Lossless
- Opus